# 烏什卡尼群島

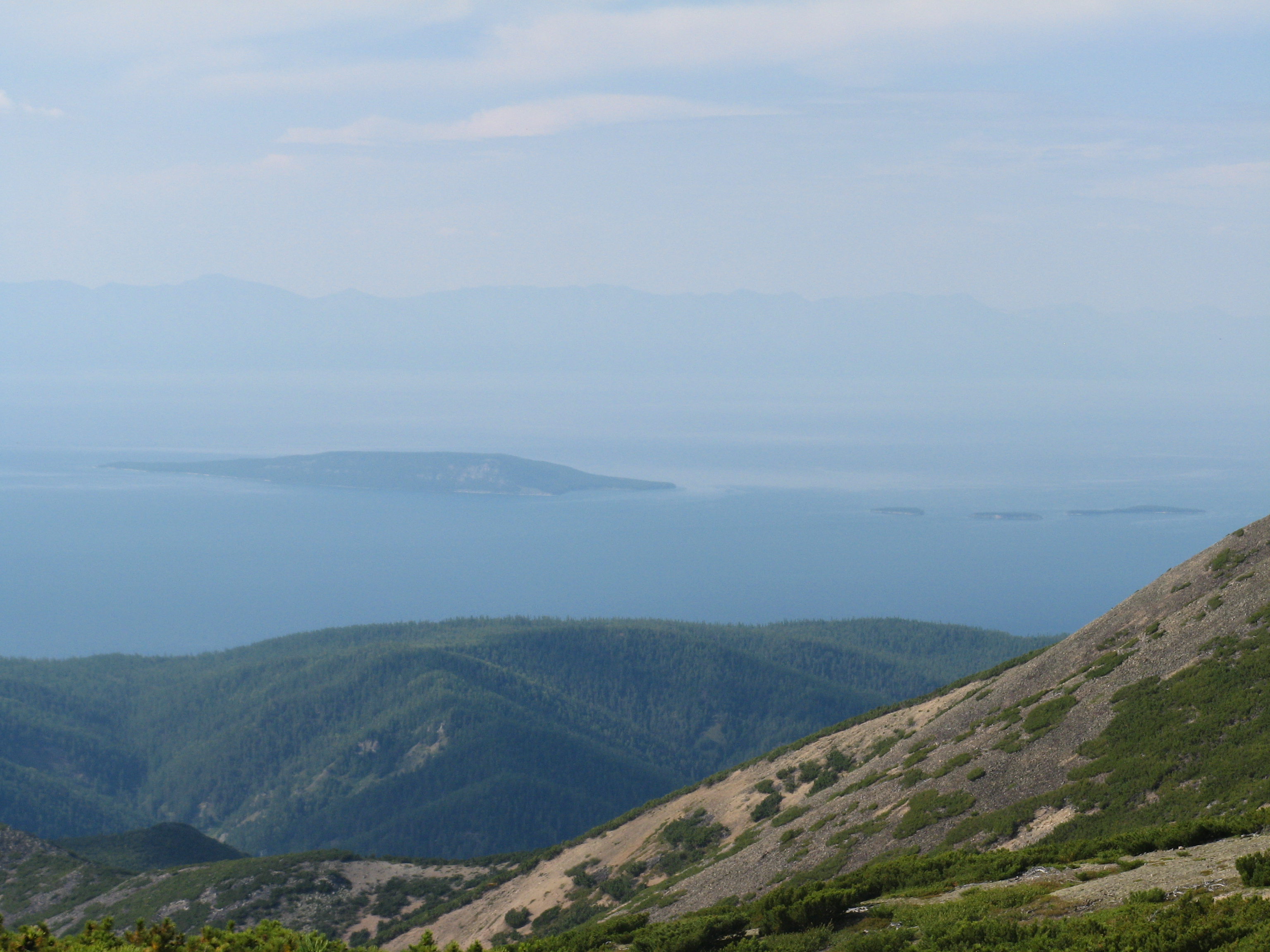
遠眺烏什卡尼群島

烏什卡尼群島是俄羅斯的小型群島，位於布里亞特共和國的貝加爾湖，由1個大島和3個小島組成，南北延伸約5公里、東西延伸3公里，總面積9.8平方公里。

## 外部連結
- Ushkan Islands （页面存档备份，存于）

53°51′N 108°37′E / 53.850°N 108.617°E